# Carl Allen
 For alternative betydninger, se Carl Allen (flertydig). (Se også artikler, som begynder med Carl Allen)
Carl Allen (født 25. april 1961 i USA) er en amerikansk jazztrommeslager.
Allen har spillet med Freddie Hubbard, Jackie McLean, Phil Woods og Christian McBride.

## Eksterne kilder og henvisninger
- Biografi mm
- Carl Allen på Allmusic
- Carl Allen på Discogs
- Carl Allen på MusicBrainz
- Carl Allen på Myspace